# 1499 en littérature
| Années de la littérature : 1496 - 1497 - 1498 - 1499 - 1500 - 1501 - 1502    |
| Décennies de la littérature : 1460 - 1470 - 1480 - 1490 - 1500 - 1510 - 1520 |

Cet article présente les faits marquants de l'année 1499 en littérature.

## Évènements
- Séjour d’Érasme à Cambridge et à Oxford ; ses idées de réforme morale et de stricte observance des principes de l’Évangile se répandent dans la société anglaise cultivée. La rencontre de Thomas More et Érasme à Oxford est le début d'une longue amitié[1].
- Première traduction intégrale de la Bible en slavon à la demande de l’archevêque de Novgorod, Gennadi, dans le but de lutter contre la secte des « judaïsants »[2].
- Le bakufu envoie en Corée le moine Shôryû pour qu'il ramène au Japon les planches gravées du canon bouddhique Daizôkyô[3].
- Johannes Trithemius rédige sa Steganographia, un traité sur les techniques de cryptographie publié à Francfort en 1606[4].

## Parutions
- 8 juillet : impression à Venise par les crétois Nikolaos Vlastos et Zacharie Kalliergis de l'Etymologicum magnum (en grec Έτυμολογικόν Μέγα), le plus important lexique byzantin de grec ancien qui ait été conservé[5].
- 26 août : Florio und Bianceffora, traduction en allemand du roman de Boccace Il Filocolo, imprimé à Metz par Caspar Hochfeder[6].
- 22 octobre : Chasteau de Labour, poème de Pierre Gringore, imprimé à Paris par Philippe Pigouchet pour Simon Vostre[7].
- 5 novembre : impression du Catholicon par Jehan Calvez à Tréguier[8]. Il s'agit du premier dictionnaire trilingue du monde breton-français-latin, écrit par Jehan Lagadeuc en 1464 ; c'est aussi le premier dictionnaire de français ainsi que le premier dictionnaire de breton de l'Histoire.
- Décembre : Songe de Poliphile de Francesco Colonna, imprimé à Venise par Aldo Manuce[9].

- De rerum inventoribus (Les inventeurs des choses) de Polydore Virgile, Venise, Christophorus de Pensis[10].

## Théâtre
- Impression à Burgos  de la tragi-comédie de Calixte et Mélibée ou La Célestine, attribuée à l'espagnol Fernando de Rojas[11].

## Naissances
- 20 janvier : Sébastien Franck, historien, géographe, traducteur, compilateur de sentences et réformateur protestant allemand, mort en 1542 ou 1543.
- 10 février : Thomas Platter, dit le Vieux, humaniste suisse, mort le 26 janvier 1582.
- 3 juillet : Piero Vettori, philologue et humaniste italien, mort le 8 décembre 1585.
- 29 juillet : Francesco d'Ambra, dramaturge italien, mort en 1558.

- Claude Garamont, tailleur, fondeur de caractères et imprimeur français, créateur de polices de caractères (les Grecs du roi et le Garamond notamment), mort en 1561.

## Décès
- 1er octobre : Marsile Ficin, poète et philosophe italien, né le 19 octobre 1433.

- Laura Cereta, humaniste et écrivaine italienne, née en 1469.